# Xanthomima melanura
Xanthomima melanura är en fjärilsart som beskrevs av Kirsch 1877. Xanthomima melanura ingår i släktet Xanthomima och familjen mätare. Inga underarter finns listade i Catalogue of Life.